# Mfon Etim
Mfon Etim, född 3 februari 1985, är en svensk före detta friidrottare (tresteg). Hon har tävlat för Angereds IF och Ullevi FK.
Vid ungdoms-VM i Debrecen, Ungern år 2001 kom Etim på en åttondeplats i tresteg med 12,61 m.
Etim deltog också vid junior-VM i Grosseto i Italien år 2004, men slogs ut i kvalet i tresteg.

## Personliga rekord
| Utomhus - 100 meter – 12,12 (Göteborg 6 juli 2002) - Längd – 5,92 (Borås 9 juni 2004) - Tresteg – 13,10 (Odense, Danmark 24 augusti 2003) - Tresteg – 13,00 (Karlstad 6 augusti 2004) | Inomhus - 60 meter – 7,62 (Göteborg 8 februari 2003) - 200 meter – 25,37 (Göteborg 3 februari 2001) - Längd – 5,83 (Malmö 14 februari 2004) - Tresteg – 12,92 (Sätra 1 mars 2003) |

### Fotnoter
1. 1 2 3 4  Wiger 2006, s. 225.
2. ↑  ”Stora inne-SM 2003, resultat” (html). friidrott.stockholm.se. http://www.friidrott.stockholm.se/ism/resultat/p_resultat.html. Läst 14 april 2015.
3. ↑  ”Stora inne-SM 2004, resultat” (htm). goteborgfriidrott.se. Arkiverad från originalet den 12 november 2016. https://web.archive.org/web/20161112141637/http://www.goteborgfriidrott.se/globalassets/goteborgs-friidrottsforbund/dokument/resultat-och-statistik/resultatarkiv/2006-o-tidigare/040222ism.htm. Läst 21 april 2015.
4. 1 2 3 4 5 6 7 8  ”Personsida på AllAthletics”. all-athletics.com. Arkiverad från originalet den 1 december 2016. https://web.archive.org/web/20161201020141/http://www.all-athletics.com/node/148243. Läst 30 november 2016.
5. ↑  ”Triple Jump Girls 2nd IAAF/WESTEL World Youth Championships”. iaaf.org. https://www.iaaf.org/results/iaaf-world-youth-championships/2001/2nd-iaafwestel-world-youth-championships-2638/women/triple-jump/final/series. Läst 30 november 2016.
6. ↑  ”Triple Jump Women 10th IAAF World Junior Championships”. iaaf.org. https://www.iaaf.org/results/iaaf-world-junior-championships/2004/10th-iaaf-world-junior-championships-3229/women/triple-jump/qualification/. Läst 30 november 2016.
7. ↑  ”Personsida hos IAAF”. iaaf.org. https://www.iaaf.org/athletes/sweden/mfon-etim-184069. Läst 30 november 2016.